# Orden für Kunst und Wissenschaft (Lippe)

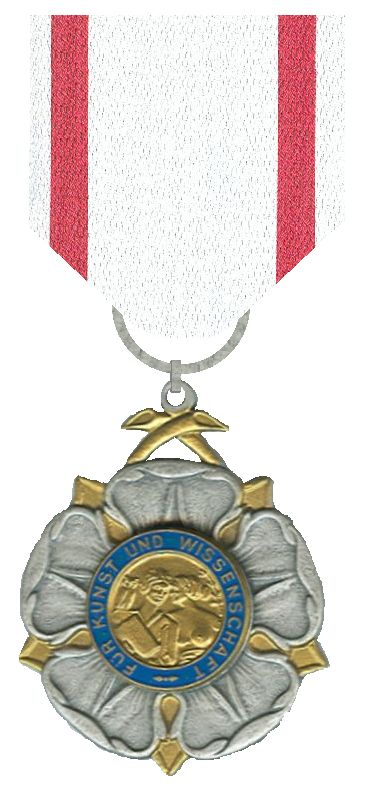
Orden für Kunst und Wissenschaft

Der Orden für Kunst und Wissenschaft (auch Lippische Rose Ehrenzeichen für Kunst und Wissenschaft) wurde am 9. Juni 1898 durch den Graf-Regent Ernst zur Lippe-Biesterfeld im Namen des Fürsten Carl Alexander zur Lippe gestiftet.

## Ordensklassen
Der Orden bestand aus drei Klassen:
- Orden für Kunst und Wissenschaft mit der Krone
- Orden für Kunst und Wissenschaft mit Eichenlaub
- Orden für Kunst und Wissenschaft am Ringe

Alle drei Klassen wurden am Band getragen. Ab 23. Februar 1910 wurde die Klasse mit der Krone ausschließlich als Halsorden verliehen.

## Ordensdekoration
Das Ordenszeichen ist silbern und hat die Form einer geprägten fünfblättrigen Lippischen Rose. Zwischen den Rosenblättern sind fünf vergoldete Kelchblattspitzen angebracht. Im goldroten Medaillon ist auf der Vorderseite die allegorische Darstellung von Kunst und der Wissenschaft zu sehen. Umlaufend auf blauem Email FÜR KUNST UND WISSENSCHAFT. Rückseitig von einer Fürstenkrone überhöht die Initiale E (Ernst) und umlaufend GESTIFTET DEN 9. JUNI 1898.
Bei Verleihung mit der Krone bzw. dem Eichenlaub wurden diese zwischen Ordenszeichen und Tragering befestigt. 
Das Ordensband ist weiß mit kirschroten Seitenstreifen.
Mit der Abdankung des Fürsten Leopold IV. am 11. November 1918 wurde der Orden nicht mehr verliehen.
Es haben in dieser Zeit 130 Verleihungen der 3. Klasse stattgefunden.

## Bekannte Ordensträger
- Albert Meyer[1]